# Mendefera (district)
Mendefera est un district de la région Debub de l'Érythrée. La principale ville et capitale de ce district est Mendefera. 